# Raïon d'Yelniki
Le raïon d'Yelniki (en russe : Е́льниковский райо́н, en erzya : Кузбуе, Kuzbuje, en moksha : Ельниконь аймак, Jeĺnikoń ajmak) est un raïon de la république de Mordovie, en Russie.

## Géographie
D'une superficie de 1 056 km2, le raïon d'Yelniki est situé au nord-ouest de la république de Mordovie .
Environ 26,5 mille hectares sont occupés par des forêts.principalement de feuillus : chêne, bouleau, tilleul, tremble, aulne, érable, frêne.
Il y a auusi de petites forêts de pins.

## Économie
Le raïon est spécialisé dans l'élevage de bovins pour le lait et la boucherie.
Parmi les entreprises industrielles, il y a: une usine d'amidon, une usine d'huile, une entreprise de tourbe, un complexe industriel, une usine de radio.
Dans l'ouest du raïon, d'importants gisements de calcaire ont été découverts et une carrière est en exploitation.
Le raïon a aussi plusieurs fabriques de charbon de bois.

## Démographie
La population du raïon d'Yelniki a évolué comme suit:
| 1970   | 1979   | 1989   | 2002   | 2005   |
| ------ | ------ | ------ | ------ | ------ |
| 22 636 | 18 133 | 15 928 | 13 359 | 12 924 |

| 2009   | 2011   | 2015   | 2020  | - |
| ------ | ------ | ------ | ----- | - |
| 12 102 | 11 896 | 10 545 | 9 276 | - |

## Galerie

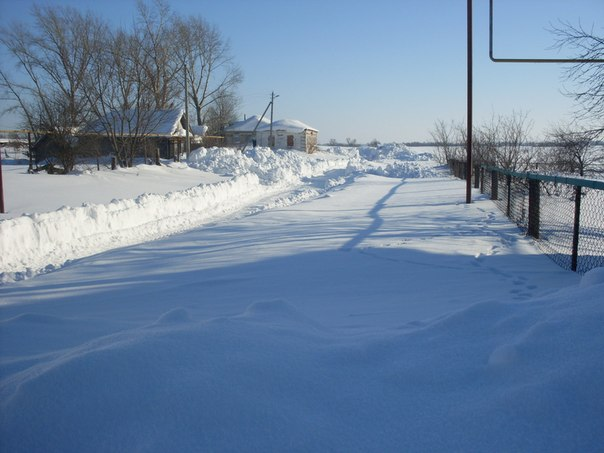
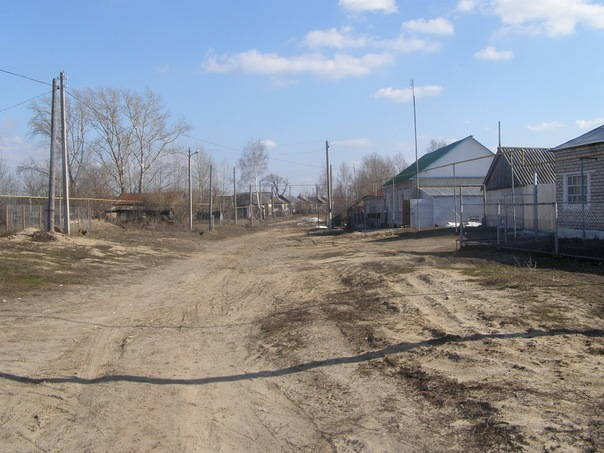